# Wiskule
Wiskule (biał. Віскулі) – wieś na Białorusi, w obwodzie brzeskim, w rejonie prużańskim, w białoruskiej części Puszczy Białowieskiej i kilka kilometrów od granicy z Polską, ok. 10 km na południowy wschód od Białowieży.

## Historia
Wieś królewska położona była w końcu XVIII wieku w starostwie niegrodowym szereszowskim w powiecie brzeskolitewskim województwa brzeskolitewskiego.
W latach 50. w miejscowości wybudowano pałacyk rządowy dla prominentnych działaczy ZSRR i ich gości. W pałacyku 7 i 8 grudnia 1991 spotkali się przywódcy radzieckich republik rosyjskiej (Borys Jelcyn), ukraińskiej (Łeonid Krawczuk) i białoruskiej (Stanisłau Szuszkiewicz) w celu zawarcia układu białowieskiego. 
Siedemnaście lat później, 12 września 2008, doszło tu do pierwszego – po kilku latach chłodniejszych relacji – spotkania ministrów spraw zagranicznych Polski i Białorusi Radosława Sikorskiego i Siarhieja Martynaua.